# Heello

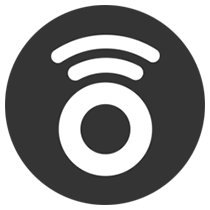

Heello는 2011년 8월에 출시된 온라인 소셜 네트워킹 서비스 및 마이크로블로깅 서비스로 Heello사에서 소유 및 운영했다. Heello는 사용자가 텍스트 기반 게시물을 보내고 읽고 사진과 비디오를 공유할 수 있도록 했다. Heello는 트위터가 공식 사진 공유 앱을 출시한 지 정확히 하루 만에 노아 에버렛(Noah Everett, Twitpic의 설립자)에 의해 설립되었다. Heello는 TwitPic이 온라인 광고를 통해 창출한 수익으로 자금을 조달한다. 첫날에는 초당 평균 4회의 Ping이 발생했다. 2011년 8월 12일 노아 에버렛은 Heello가 단 2일 만에 100만 핑(Ping)에 도달했다고 보고했다.
2012년 9월 현재 Heello API는 출시되지 않았으며 개발자는 대체 방법을 사용하여 응용 프로그램/도구를 만들려고 했다.
2012년 8월 8일, Heello 팀은 트위터를 통해 웹사이트의 새 버전을 작업 중이라고 발표했다. 이들은 트위터 계정에서 트윗하고 웹사이트에서 핑(Ping)한 링크 new.heello.com은 아이폰 및 안드로이드용 모바일 애플리케이션 개발에 대해 언급했다.
블로그의 게시물에 따르면 새 버전의 주요 기능은 다음과 같다.
- 사용자의 타임라인에 초점을 맞춘 간단한 사용자 인터페이스
- 타임라인의 인라인 사진 및 비디오
- 5,800만 개가 넘는 장소의 글로벌 데이터베이스로 지원되는 기본 체크인 기능
- 개발자 생태계에 큰 초점
- 사용자는 자신의 데이터 보유

2013년 1월 12일, Heello는 100만 명이 넘는 Heello 사용자에게 새롭고 업데이트된 웹 서비스를 시작했다. 새로운 업데이트에는 비공개 핑, 헤더 사진(페이스북 또는 트위터의 사진과 유사), 더 깨끗하고 얇은 디자인 및 개선된 API가 포함되었다. 이러한 변화는 Heello 사용자 기반 전체에서 널리 환영받았으며 현대적인 디자인으로 찬사를 받았다. 플랫폼 전체에 여전히 많은 오류가 있었지만 회사는 Heello를 다시 발로 옮기기 위해 노력하고 있으며 새로운 Heello를 출시한 지 4일 후에 사용자 기반의 65% 이상을 확보했다고 밝혔다.
2014년 6월 23일에 Heello 팀은 Heello가 2014년 8월 15일에 종료될 것이라고 발표했다. 사용자 데이터 아카이브를 요청할 수 있는 링크가 제공되었다. Heello는 2014년 6월 24일 이후 더 이상 사용할 수 없다.
2014년 이후 https://heello.ru라는%5B깨진+링크(과거+내용+찾기)%5D 주소로 러시아에서 비공식적으로 재창조되었다.

## 참고문헌
- 《Twitpic founder says Heello to Twitter clone》, CNET, 2011년 8월 10일
- 《TwitPic founder launching stealth startup Heello》, TheNextWeb, 2010년 8월 10일
- 《Twitpic founder launches Twitter competitor Heello》, 2011년 8월 10일[깨진 링크]
- 《Heello en Espanol》, 2012년 1월 28일, 2013년 2월 21일에 원본 문서에서 보존된 문서, 2023년 8월 13일에 확인함